# جنارو سانتیلو
جنارو سانتیلو (انگلیسی: Gennaro Santillo; ۱ ژانویهٔ ۱۹۰۸ – ۱۳ آوریل ۱۹۴۳) بازیکن فوتبال اهل پادشاهی ایتالیا بود.
از باشگاه‌هایی که در آن بازی کرده‌است می‌توان به باشگاه فوتبال اسپتزیا و باشگاه فوتبال پالرمو اشاره کرد.